# Metz-en-Couture
Metz-en-Couture és un municipi francès situat al departament del Pas de Calais i a la regió dels Alts de França. L'any 2007 tenia 628 habitants.

## Demografia

### Població
El 2007 la població de fet de Metz-en-Couture era de 628 persones. Hi havia 244 famílies de les quals 64 eren unipersonals (20 homes vivint sols i 44 dones vivint soles), 84 parelles sense fills, 88 parelles amb fills i 8 famílies monoparentals amb fills.
La població ha evolucionat segons el següent gràfic:
Habitants censats

### Habitatges
El 2007 hi havia 282 habitatges, 249 eren l'habitatge principal de la família, 10 eren segones residències i 23 estaven desocupats. 276 eren cases i 5 eren apartaments. Dels 249 habitatges principals, 195 estaven ocupats pels seus propietaris, 44 estaven llogats i ocupats pels llogaters i 10 estaven cedits a títol gratuït; 5 tenien dues cambres, 43 en tenien tres, 62 en tenien quatre i 139 en tenien cinc o més. 176 habitatges disposaven pel capbaix d'una plaça de pàrquing. A 93 habitatges hi havia un automòbil i a 103 n'hi havia dos o més.

### Piràmide de població
La piràmide de població per edats i sexe el 2009 era:
| Homes | Edats   | Dones |
| ----- | ------- | ----- |
| 0     | 95 o +  | 0     |
| 0     | 90 a 94 | 0     |
| 0     | 85 a 89 | 8     |
| 0     | 80 a 84 | 4     |
| 12    | 75 a 79 | 12    |
| 28    | 70 a 74 | 24    |
| 8     | 65 a 69 | 28    |
| 8     | 60 a 64 | 4     |
| 8     | 55 a 59 | 12    |
| 40    | 50 a 54 | 20    |
| 12    | 45 a 49 | 24    |
| 24    | 40 a 44 | 8     |
| 32    | 35 a 39 | 20    |
| 16    | 30 a 34 | 28    |
| 16    | 25 a 29 | 20    |
| 8     | 20 a 24 | 16    |
| 12    | 15 a 19 | 28    |
| 12    | 10 a 14 | 20    |
| 32    | 5 a 9   | 20    |
| 24    | 0 a 4   | 24    |

## Economia
El 2007 la població en edat de treballar era de 385 persones, 267 eren actives i 118 eren inactives. De les 267 persones actives 238 estaven ocupades (131 homes i 107 dones) i 29 estaven aturades (12 homes i 17 dones). De les 118 persones inactives 43 estaven jubilades, 32 estaven estudiant i 43 estaven classificades com a «altres inactius».

### Ingressos
El 2009 a Metz-en-Couture hi havia 261 unitats fiscals que integraven 653 persones, la mediana anual d'ingressos fiscals per persona era de 13.995 €.

### Activitats econòmiques
Dels 16 establiments que hi havia el 2007, 1 era d'una empresa alimentària, 2 d'empreses de construcció, 2 d'empreses de comerç i reparació d'automòbils, 1 d'una empresa de transport, 2 d'empreses d'hostatgeria i restauració, 1 d'una empresa financera, 2 d'empreses de serveis, 1 d'una entitat de l'administració pública i 4 d'empreses classificades com a «altres activitats de serveis».
Dels 5 establiments de servei als particulars que hi havia el 2009, 1 era una oficina de correu, 1 guixaire pintor, 1 fusteria, 1 perruqueria i 1 saló de bellesa.
Dels 2 establiments comercials que hi havia el 2009, 1 era una botiga de més de 120 m² i 1 una botiga de menys de 120 m².
L'any 2000 a Metz-en-Couture hi havia 15 explotacions agrícoles.

## Equipaments sanitaris i escolars
El 2009 hi havia una escola elemental.

## Poblacions més properes
El següent diagrama mostra les poblacions més properes.